# Nils Arne Eggen
Nils Arne Eggen (ur. 17 września 1941 w Orkdal, w fylke Sør-Trøndelag w Norwegii, zm. 19 stycznia 2022 tamże) – jedna z najwybitniejszych postaci norweskiej piłki nożnej. Najbardziej znany jako trener Rosenborga BK, który trenował w latach 1988–1997 i 1999–2002 (w przerwie w 1998 roku trenerem był Trond Sollied). Okres ten nazywany jest również „Złotą Erą” w historii klubu.
Nils Arne zrezygnował z trenowania klubu z Trondheim w 2002. Jego następcą został Åge Hareide, zastąpiony po roku przez Ola By Rise. Ostatnie osiągnięcia Eggena w Rosenborgu to zdobycie mistrzostwa Tippeligaen (11. raz z rzędu) i zakwalifikowanie się do Ligi Mistrzów (8. raz z rzędu).
Po nieciekawych wydarzeniach w klubie w sezonie 2004 i kłopotach w lidze Eggen został ponownie zatrudniony przez Rosenborg, tym razem jako meneżer-konsultant w listopadzie 2004.

## Życiorys
Nils Arne rozpoczął swoją piłkarską karierę w wieku 15 lat, jako obrońca seniorskiej drużyny z rodzinnego Orkdal. Później przeniósł się do Trondheim aby studiować i naturalnym było jego dołączenie do drużyny Rosenborga. Eggen miał udział w zdobyciu Pucharu Norwegii w 1960 roku.
W 1963 roku przeniósł się do Oslo i grał w klubie Vålerenga Fotball. Zdobył z nimi mistrzostwo Norwegii, wygrywając 1. ligę w 1965 roku, tuż przed jego powrotem do Trondheim. Tam dalej odnosił sukcesy i pełnił kluczową rolę w klubie. Z Eggenem w składzie Rosenborg 2 razy zdobył mistrzostwo Norwegii, a Nils Arne został wybrany "Graczem Roku" 1968, tuż przed jego decyzją o zakończeniu kariery.
Szybko po tym fakcie awizowano go jako nowego trenera Rosenborga (wspólnie z Torem Røste Fossenem). Jego pierwszy sezon (1971) zakończył się podwójnym sukcesem klubu i zdobyciem dubletu, pierwszego w historii. W połowie lat 70. był trenerem reprezentacji Norwegii do lat 21, zaś później także reprezentacji seniorów.
W 1978 roku powrócił do Rosenborga. Klub borykał się z ogromnymi kłopotami i grał w 2. lidze. Dwa lata później zaliczał się jednak już do ścisłej krajowej czołówki.
W 2003 został nagrodzony Królewskim Norweskim Medalem św. Olafa za zasługi dla norweskiej piłki nożnej.
Był ojcem innego piłkarza, Knuta Torbjørna Eggena.